# Coburger Hütte

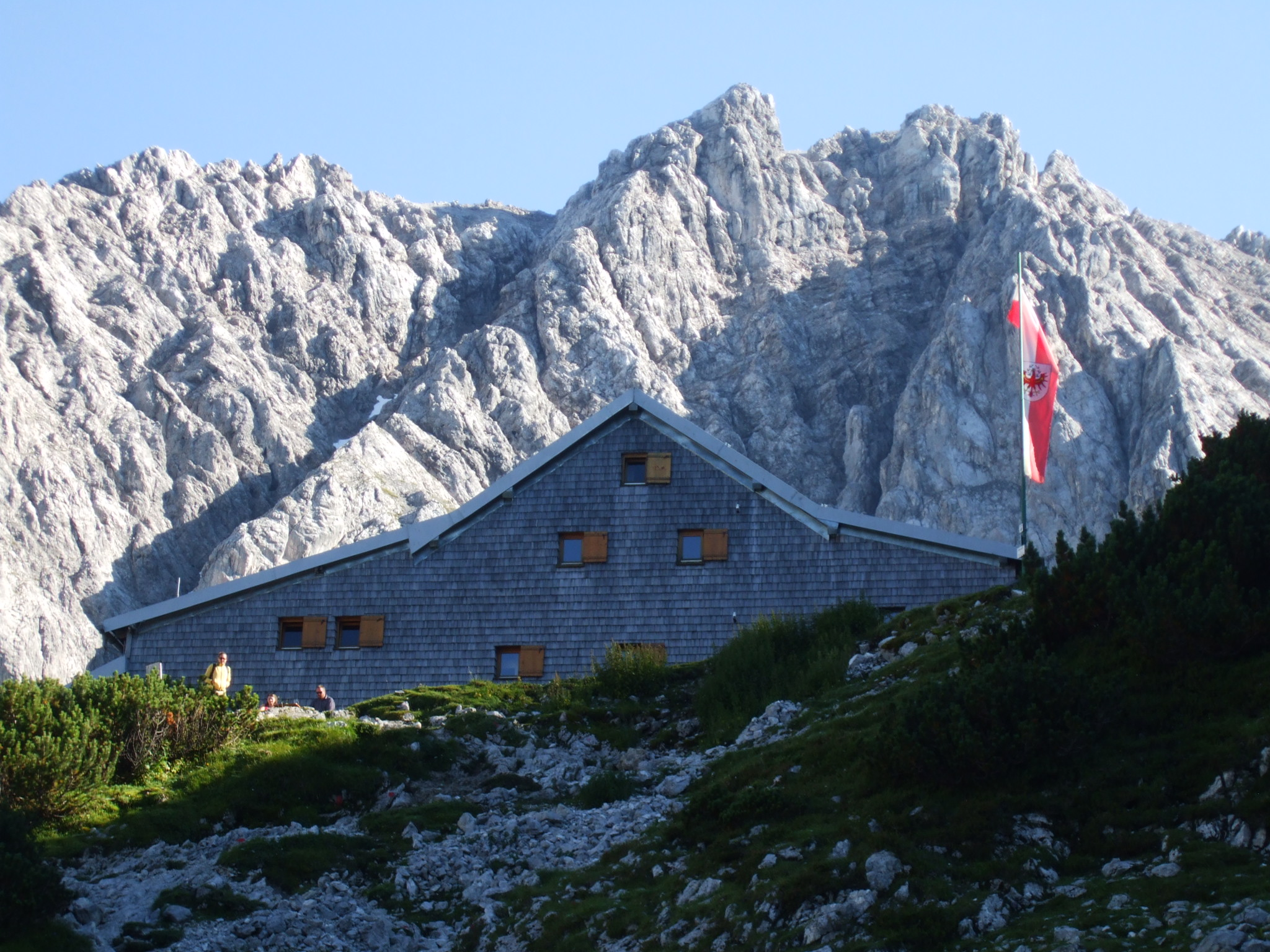
Coburger Hütte

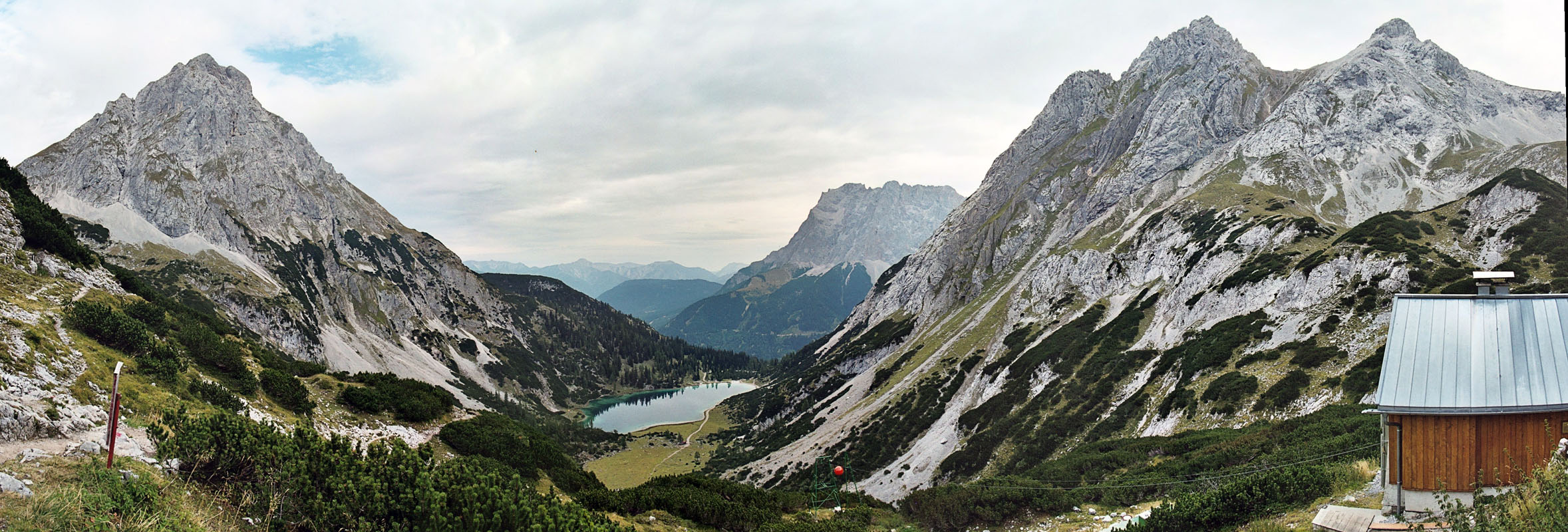
Ver en Seebensee

El Coburger Hütte es un refugio de montaña en Tirol, Austria. Está en la cadena Mieminger en el Tirol. Está a pocos metros sobre el Drachensee y a 200 metros del Seebensee. El alojamiento turístico suele estar abierto de junio a principios de octubre. Una habitación de invierno está disponible. Su altitud es de 1917 metros. Desde allí, los alpinistas pueden hacer otras escaladas (incluyendo Sonnenspizte, Taja-Kopf, Hinterer).
- Datos: Q1104821
- Multimedia: Coburger Hütte / Q1104821